# Luigi Mattavelli
Luigi Mattavelli (Cernusco sul Naviglio, 9 febbraio 1924 – Gorgonzola, 26 aprile 1945) è stato un partigiano italiano.

## Biografia
Luigi Mattavelli nasce a Cernusco sul Naviglio il 9 febbraio 1924, da padre Clemente militare dell'arma dei Carabinieri.
Durante l'occupazione nazifascista entra a far parte dell'11ª Brigata Matteotti, che nel territorio di Cernusco sul Naviglio fu la formazione partigiana più attiva e numerosa.
Nel 1944 viene condannato come sovversivo dalla Questura di Milano.
Il primo resoconto scritto di una azione dell'11ª Brigata Matteotti risale al 22 gennaio 1945, quando nella notte, un distaccamento composto da 22 partigiani attacca il presidio nazifascista di Vaprio d'Adda. I partigiani riescono ad occupare una ridotta asportandone tutte le munizioni e una mitragliatrice. Il bottino ammonta a una mitragliatrice pesante Fiat, 4 casse di munizioni e un fucile. Da quel momento, le azioni militari si vengono a mano a mano intensificando per culminare nell'insurrezione del 25 aprile.
Il 24 aprile, anche l'11ª Brigata riceve dal comandante generale Corrado Bonfantini, l'ordine di insorgere e di tentare l'entrata in Milano. Tutta la notte viene impiegata in febbrili preparativi per la raccolta delle armi, la concentrazione degli uomini e la ricerca di automezzi. Luigi Mattavelli insieme al compagno di brigata Cesare Riboldi sono impegnati in queste operazioni di raccordo e di collegamento facendo il giro di tutti distaccamenti partigiani e trasmettendo l'ordine ai compagni di armarsi e di prepararsi ad attaccare.
Intorno alle ore 18:00, i due diretti a Cascina Rossona di Pioltello, vengono intercettati sul viale Assunta di Cernusco sul Naviglio da un maresciallo delle Brigate Nere che dopo averlo disarmato reagisce sparando con una pistola nascosta, mentre si allontanavano, ed uccidendo Cesare Riboldi con diversi colpi e ferendo gravemente al torace Luigi Mattavelli che riuscì a scappare e a rifugiarsi presso la Cascina Lenzuoletta di Cernusco.
Luigi Mattavelli muore il 26 aprile 1945 all'Ospedale Serbelloni di Gorgonzola.
Il suo funerale si tenne a Cernusco sul Naviglio il 28 aprile 1945, pochi giorni dopo la Liberazione di Cernusco, con gli onori della Brigata a cui apparteneva ed un carro armato che sparò un colpo in aria.

## Riconoscimenti
- Sul luogo dell'accaduto è stato intitolato a Cesare Riboldi e Luigi Mattavelli un largo con annesso dal Comune di Cernusco sul Naviglio.
- Nell'omonimo largo è presente un monumento in ricordo di Cesare Riboldi e Luigi Mattavelli ed a tutti i caduti e deportati delle guerre.
- A Cernusco sul Naviglio è presente una sezione ANPI intitolata a Cesare Riboldi e Luigi Mattavelli.